# Rita Deli
Rita Deli, född den 21 augusti 1972 i Tatabánya, Ungern, är en ungersk handbollsspelare.
Hon tog OS-silver i damernas turnering i samband med de olympiska handbollstävlingarna 2000 i Sydney.